# Więzień labiryntu: Lek na śmierć
Więzień labiryntu: Lek na śmierć (ang. Maze Runner: The Death Cure) – amerykański film science fiction z 2018 roku w reżyserii Wesa Balla. Ekranizacja powieści Jamesa Dashnera Lek na śmierć.

## Obsada[1]
| Rola      | Aktor                  | Polski dubbing            |
| --------- | ---------------------- | ------------------------- |
| Thomas    | Dylan O’Brien          | Przemysław Wyszyński      |
| Minho     | Ki Hong Lee            | Franciszek Boberek        |
| Teresa    | Kaya Scodelario        | Karolina Kalina-Bulcewicz |
| Newt      | Thomas Brodie-Sangster | Miłosz Konieczny          |
| Frypan    | Dexter Darden          | Marcel Sabat              |
| Gally     | Will Poulter           | Michał Klawiter           |
| Aris      | Jacob Lofland          | Jan Rotowski              |
| Brenda    | Rosa Salazar           | Monika Pikuła             |
| Jorge     | Giancarlo Esposito     | Radosław Krzyżowski       |
| Ava Paige | Patricia Clarkson      | Maria Pakulnis-Zaleska    |
| Janson    | Aidan Gillen           | Przemysław Bluszcz        |
| Vince     | Barry Pepper           | Paweł Ciołkosz            |
| Harriet   | Nathalie Emmanuel      |                           |
| Sonya     | Katherine McNamara     | Marta Dobecka             |
| Lawrence  | Walton Goggins         | Ireneusz Czop             |
| Jasper    | Dylan Smith            |                           |

## Fabuła
W spektakularnym finale epickiej sagi o „Więźniu labiryntu” Thomas staje na czele grupy zbiegłych Streferów, którzy wyruszają z ostateczną misją. Jeśli chcą ocalić swych przyjaciół, muszą wkraść się do legendarnego Ostatniego Miasta – kontrolowanego przez DRESZCZ labiryntu, który kryje w sobie najniebezpieczniejszą z dotychczasowych pułapek. Ci, którzy wyjdą z niej żywi, poznają odpowiedzi na pytania, które Streferzy zadają sobie od chwili, gdy znaleźli się w pierwszym labiryncie.

## Krytyka
W serwisie Rotten Tomatoes 42% z 144 recenzji jest pozytywne (średnia ocen wyniosła 5,1/10).

## Produkcja
Film kręcono w Vancouver (Kanada) i Kapsztadzie (Południowa Afryka).
Film był kręcony od 14 marca 2016 do 3 czerwca 2017 roku.
W trakcie pracy na planie Dylan O’Brien uległ wypadkowi, przez który doznał poważnych obrażeń głowy.